# Червоное (Хорольский район)
Червоное (укр. Червоне) — село,
Ялосовецкий сельский совет,
Хорольский район,
Полтавская область,
Украина.
Код КОАТУУ — 5324888219. Население по переписи 2001 года составляло 75 человек.

## Географическое положение
Село Червоное находится недалеко от истоков реки Холодная,
выше по течению примыкает село Лагодовка,
ниже по течению на расстоянии в 1,5 км расположено село Бригадировка.
Рядом проходит автомобильная дорога М-03.